# Shared hosting
Shared hosting is een hosting-pakket waarbij men een webserver deelt met anderen. De volledige capaciteit van de server wordt zo over meerdere accounts verspreid. Dit maakt dat een shared hosting account stukken goedkoper is dan wanneer men zelf instaat voor hosting of een server afhuurt.
Shared hosting is geschikt voor kleine websites met een beperkte bandbreedte.

## Voordelen
- Goedkoop
- Bestanden 24/7 online en beschikbaar
- Weinig tot geen onderhoud
- Makkelijk uitbreidbaar

## Nadelen
- Gedeelde capaciteit
- Beperkte opslag
- Anderen op de webhost kunnen soms voor problemen zorgen
- Geen roottoegang tot de server
- Vaak geen mogelijkheid om stored procedures aan te maken en uit te voeren.